# Hoodoo Brown
Hyman G. Neill, más conocido como Hoodoo Brown, fue el líder de la Banda de Dodge City en Las Vegas, Nuevo México en 1879 y principios de 1880. De acuerdo con Harold Thatcher, conservador del Museo Rough Rider en Las Vegas, Hoodoo era "el cowboy más malo de todos". Fue descrito como alto y delgado, con cabello claro, elegante, y un pequeño mostacho.

## Primeros años y antecedentes
Neill procedía de una tradicional familia sureña en Lexington, Misuri. Su padre había llegado a Lexington desde Condado de Lee, Virginia en los 1830. El padre de Hyman ejerció como abogado y se unió a la Confederación cuando se inició la Guerra de Secesión, sin embargo, él decidió que no podía negar su juramento de defender la Constitución y terminó por unirse a la Unión. Esta elección, junto con la muerte de su esposa, le llevó a mudarse con su familia a Johannesburgo, Misuri después de la guerra. Su fecha de nacimiento es desconocida.
Hoodoo se convirtió en aprendiz de imprenta cuando era un adolescente, hasta que un día le pidieron que recuperara los periódicos necesarios para imprimir. El joven Neill se subió a un tren de mercancías yendo por la puerta trasera de la oficina, diciendo que se iba a "conseguir tus malditos periodicuchos".
Él trabajaba cazando bisontes y acarreando madera en 1872. En ese momento, era conocido por ser un jugador de poca monta y hombre de confianza. Con el tiempo se fue a Colorado, trabajando en las minas de plata con un amigo. Hoodoo y su amigo terminaron en México para formar una empresa de ópera.

## Formación de la banda de Dodge City
Cuando Hoodoo llegó a Las Vegas, se encontró con que estaba desarrollando una reputación como un lugar sin ley, lleno de forajidos, estafadores, homicidas y ladrones. Su descontento con esto dio lugar a su elección como juez de paz para el este de Las Vegas. También se desempeñó como juez de instrucción y alcalde de la ciudad, y reclutó a varios ex pistoleros de Kansas para formar una fuerza policial. Sin embargo, la fuerza era igual de anárquica que los criminales que ellos debían detener. Llamados la "Banda de Dodge City", la fuerza incluía a J.J. Webb como el mariscal de la ciudad, el Misterioso Dave Mather, Joe Carson, "Tetchy" Thunderbolt y Dave Daugherty.

## Logros de la Banda de Dodge City
Desde 1879 hasta 1880, Hoodoo dirigió a la Banda de Dodge City en robos de diligencias y de trenes, asesinatos, robos y corrupción municipal. La posición de Hoodoo como juez de instrucción le permitió instalar a la banda como "jurado forense", lo que aprovecharon para determinar si los asesinatos fueron en defensa personal. Esta posición permitió a la banda de Hoodoo cubrir la mayor parte de sus crímenes.

## Arresto y desaparición
En el verano de 1880, los ciudadanos de Las Vegas ya había tenido suficiente de la corrupción de Hoodoo, y organizaron un equipo de vigilantes para derrocar al alcalde. Hoodoo no fue asesinado, sino expulsado por el Estado. Los historiadores han afirmado que Hoodoo robó dinero de un hombre muerto antes de mudarse a Houston, Texas. 
Mientras tanto, la viuda de uno de los diputados de Hoodoo, que había sido asesinado dos meses antes, había exhumado a su marido para trasladarlo a Houston. Cuando llegó, se encontró con que Hoodoo había sido arrestado. La viuda visitó a Hoodoo en la cárcel. El Parsons Sun informó que "la reunión entre la pareja se dice que había estado afectando en el extremo, y un poco más afectiva que lo esperado dadas las circunstancias." El Parsons Eclipse, otro periódico local, agregó que el delito específico que Hoodoo cometió en Las Vegas era asesinato y robo, y se indicó que la seducción y el adulterio estaban conectados con el crimen.
Poco después, sin embargo, Hoodoo contrató a dos abogados locales y fue puesto en libertad cuando los abogados lograron demostrar que los oficiales no tenían autoridad legal para encerrar a Brown. Ni él ni la viuda fueron vistos nunca más. El Chicago Times pronto informó que Brown y la viuda habían sido vistos "yendo de parranda en algunos de los pueblos del interior de Kansas desde entonces".

## Presunta muerte y familia
Los informes de un descendiente de Hyman G. Neill indican que Hoodoo murió en Torreón, México, donde dejó una concubina y un hijo. Dos de los hermanos de Hoodoo trajeron sus restos a Lexington. Su hijo también fue llevado allí, y criado. Hoodoo Brown fue enterrado en su panteón familiar en Lexington bajo el nombre de Henry G. Neill.
Años más tarde, los registros listaron a una mujer llamada Elizabeth Brown, que vivía en Leadville, Colorado. Siendo una fuerte bebedora, ella afirmó haber estado casada con un jugador llamado Hoodoo Brown, quien fue muerto a tiros en una disputa de juego. Ella pudo haber sido concubina de Hoodoo, pero esto nunca fue probado.

## En la cultura popular
En el videojuego de 2005 Gun, Hoodoo Brown aparece como el alcalde de la ficticia Empire City, Nuevo México. Se parece al Hoodoo de la vida real, tanto en apariencia y personaje. En el juego, Hoodoo suple el protagonista del juego, Colton White, y se compromete a ayudarle a encontrar a Josiah Reed, un asesino que se hace pasar por predicador que Colton está buscando. Colton pronto descubre, sin embargo, que Hoodoo está del mismo bando que el asesino, y debe escapar de la cárcel de Hoodoo, más tarde matándolo. Dave Rudabaugh y J.J. Webb también aparecen en el juego como los diputados de Hoodoo. Hoodoo recibe su voz del actor Ron Perlman.
Hyman Neil aparece en la novela tipo weird western, Merkabah Rider: The Mensch With No Name, de Edward M. Erdelac. Él extraoficialmente contrata al Jinete, el Misterioso Dave Mather, y Doc Holliday para encontrar dos mil dólares en efectivo robados en un robo de un tren fuera de Las Vegas, Nuevo México.
Brown también aparece en dos historias del cómic italiano Tex Willer como alcalde de Las Vegas, Nuevo México, y el jefe de la banda de Dodge City. Cuando Tex y su compañero explorador Kit Carson descubren que Brown, con el sheriff designado Dave Mather y los diputados de la ciudad, participaron en varios robos, se involucran en un duelo, y Tex y Carson logran matar a Brown.